# Холландер, Джейкоб Гарри
 Джейкоб Гарри Холландер (англ.  Jacob Harry Hollander; 23 июля 1871, Балтимор, штат Мэриленд, США — 9 июля 1940, Балтимор, штат Мэриленд, США) — американский экономист. Профессор политэкономии  Университета Джонса Хопкинса, президент Американской экономической ассоциации в 1921 году.

## Биография
Джейкоб родился 23 июля 1871 года в Балтиморе, штат Мэриленд, США в семье Мейера и Розы (Мейер) Холландер. Джейкоб получал среднее образование в государственной, а затем в частной школе, провёл год обучения в Военной Академии Пенсильвании.
В 1891 году Холландер получил степень бакалавра искусств, а в 1894 году докторскую степень в  Университете Джонса Хопкинса.
С 1894 года — преподаватель, с 1901 года — ассоциированный профессор, с 1904 года — полный профессор, а с 1925 года профессор кафедры политической экономии имени Абрам Хутцлера в  Университете Джонса Хопкинса.
В 1897—1898 годах работал секретарём Американской биметаллической комиссии, созданной при президенте У. Мак-Кинли. В 1900 году был назначен председателем муниципальной комиссии Балтимора по освещению, а также был назначен специальным комиссаром по пересмотру законов налогообложения в Пуэрто-Рико, в 1901 году президент Мак-Кинли назначил его казначеем Пуэрто-Рико. На своём посту Холландер организовал казначейство Пуэрто-Рико. В 1904 году назначен специальным агентом Департамента внутренних дел на территории индийцев . В 1905 году был послан президентом Теодором Рузвельтом в Санто-Доминго расследовал причину роста государственного долга. В 1908—1910 годах был назначен финансовым советником Доминиканской республики. В 1915—1919 годах на Первой Панамериканской финансовой конференции был председателем постоянного комитета по Доминиканской республики. В 1918—1920 годах избирался судьёй в Мэриленде во время трудовых спорах, а также был членом Совета судей швейной промышленности в Кливленде в 1921—1932 годах. В 1932 году исследовал швейную отрасль в Балтиморе. В 1931—1932 годах был председателем комиссии Налогового обследования штата Мэриленд, в 1934 году работал в Пенсионной комиссии штата Мэриленд. В 1921 году удостоен звания президента Американской экономической ассоциации, а в 1938 году звания почётного доктора права Университета Глазго.
Джейкоб Холландер скончался 9 июля 1940 года в Балтимор, штат Мэриленд, СШАи похоронен на кладбище Хар Синай.
Семья
22 января 1906 года Холландер женился на Терезе Хутцлер из Балтимор, которая скончалась в 1916 году. У них родились две дочери Розамунда Зигфрид Вайсбергер и Берта Хутцлер Холландер и сын Давид Холландер.

## Вклад в науку
В период 1900—1905 годах Холландер разработал «Закон Холландера».